# Coldhurst
Coldhurst (seltener Cold Hurst) ist ein Gebiet von Oldham und ein Wahlbezirk des Metropolitan Borough of Oldham in Greater Manchester, England. Zum Zeitpunkt des United Kingdom Census 2001 hatte Coldhurst 11.935 Einwohner. Der Wahlbezirk umfasst den Großteil des Stadtzentrums von Oldham, allerdings wird der Name Coldhurst konventionell für das Gebiet nördlich des Zentrums verwendet.
Traditionell ist Coldhurst Teil von Lancashire und Teil der alten Pfarrei von Prestwich-cum-Oldham, innerhalb des Hundred of Salford (Salfordshire).
Ein altes Herrenhaus, das Abram Crompton gehörte, gab der Crompton Street ihren Namen.
Es heißt, dass Coldhurst im Englischen Bürgerkrieg die Stätte einer bewaffneten Auseinandersetzung war, bei der die Rundköpfe eine Niederlage erlitten.
Infolge der Industriellen Revolution entstanden in Coldhurst Industrie und Handel, darunter Steinkohlenbergbau, Baumwollspinnereien und die Herstellung von Hüten.
Coldhurst ist inzwischen Heimat von Einwanderern und deren Nachkommen aus Südasien (besonders aus Bangladesch). 37 % der Bevölkerung sind nichteuropäischer Herkunft und die meisten Weißen leben in „trostlosen Sozialbauten“. 2001 gehörte Coldhurst zu den 5 % der am meisten sozial benachteiligten Wahlbezirke im Vereinigten Königreich.